# Denis Ventúra
Denis Ventúra (* 1. srpna 1995 Senica) je slovenský profesionální fotbalista, který hraje na pozici defensivního záložníka za český klub SK Sigma Olomouc. Je také bývalým slovenským mládežnickým reprezentantem.

## Klubová kariéra
Svoji fotbalovou kariéru začal v Senici, kde prošel všemi mládežnickými kategoriemi.

### FK Senica
V roce 2012 se propracoval do prvního mužstva. Ve slovenské nejvyšší soutěži debutoval pod trenérem Vladimírem Koníkem v ligovém utkání 33. kola 26. května 2013 proti FC Nitra (vyhra Senice 1:0), odehrál 80 minut. První gól za Senici vstřelil v ligovém utkání 30. kola 10. května 2014 proti MŠK Žilina (prohra Senice 1:4).

### Klubové statistiky
Aktuální k 4. srpnu 2015
| Sezona  | Klub      | Soutěž       | Zápasy | Góly |
| ------- | --------- | ------------ | ------ | ---- |
| 2012/13 | FK Senica | Corgoň liga  | 1      | 0    |
| 2013/14 | FK Senica | Corgoň liga  | 14     | 1    |
| 2014/15 | FK Senica | Fortuna liga | 11     | 0    |

## Reprezentace
V letech 2011-2013 byl členem slovenské reprezentace do 17 let. Od roku 2013 do roku 2015 reprezentoval svoji zemi do 19 let.